# 姜椿芳
| 人物情報 |
| --- |
| 全名 姜椿芳（ジャン チユンファン） |
| 別名 林陵、什之、賀青、賀一青、叔懋、江水、博知等 |
| 生誕 1912年7月28日（中国常州） |
| 死没 1987年12月17日（中国北京） |
| 時代 19世紀 |
| 地域 中国 |
| 学派 マルクス主義、啓蒙思想、中国大百科全書派 |
| 分野 政治思想、文学、芸術、哲学、教育 |
| 研究機関 英亜社（通信社）、中国共産同満州機関、「国際協報」「晨光報」「青工報」「満州青年」「満州紅旗」「大北新報」「大北画報」上海大劇場、時代出版社、上海外国語大学、中央翻訳局、中国大百科全書出版社、中国翻訳協会、中国漢詩学会 |
| 主な概念 政治に左右されない実事求是、厚今不薄古の改革主義、分野別「中国大百科全書」（74巻）で文化啓蒙 |

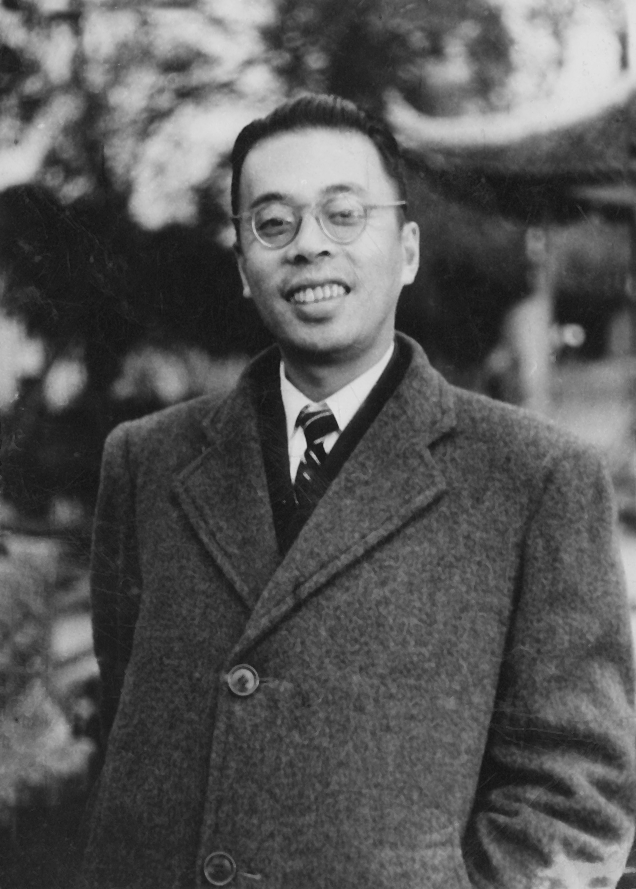
姜椿芳（1940年代の写真）

姜 椿芳（Chunfang Jiang 、ジャン チュンファン、1912年7月28日 - 1987年12月17日）は、中国の翻訳家、作家、革命家、文化活動家、教育者、啓蒙思想家、「中国大百科全書」(74巻)創始者と中国大百科全書出版社初代編集長。中国大百科全書派の中心人物として中国大百科全書の父、中国のディドロといわれる。上海外国語大学の創設者、時代出版社の創業者、週刊「時代」「時代日報」の創刊者と編集長。中国翻訳協会創立者と初代会長。中華漢詩学会の創立者で、他にロシア文学研究会、京劇研究会、国際連合活動の研究会などの会長を務めた。

## 経歴
北国のハルビンに渡って革命家に（1928ー1936年）
1912年7月28日に中国常州に生まれ、7歳から塾で中国の国学を習得したうえ、当時のキリスト教学校（現在の常州市解放路小学校）に編入し、いつも一番の成績を修める天才少年であった。同時に、学生代表として学生運動に参加した。16歳にロシア語を習うため母親と北国のハルビンに渡り、現地の名門学校に編入でき、学生運動のリーダーから革命家を目指していく。
17歳に家の経済状況によって中学校中退。
「露漢辞典」がなかった頃に、漢字のある「露和辞典」でロシア語を独学し、1年のロシア語で新聞社の翻訳仕事につき、同時に新聞に投稿し、翻訳家と作家の道へと進む。
18歳から「国際協報」に投稿して発表され、執筆活動を始める。執筆と翻訳をし続け、20歳で共産党に入り宣伝幹部になった。「国際協報」のほか、「晨光報」「青工報」「満州青年報」「満州紅旗」「大北新報」「大北画報」に小説、評論などの執筆と新聞の編集、翻訳の経験を積み重ねた。
1936年夏、「大北画報」にマクシム・ゴーリキーのニュースを取り上げたため日本大使館に逮捕され、嘘の供述で釈放でき、上海に亡命。
ハルビンから上海に亡命し、文化活動家に（1936ー1952年）
上海で最初に見つけた仕事はロシア人が経営していたアジア映画会社と上海大劇場にてロシア映画の翻訳紹介。この仕事を通じて姜椿芳は映画界や劇団はじめの多くの有名文化人と知り合い、優れたリーダーシップを発揮した。
その後、共産党の指示により、1940年から週刊「時代」「時代日報」を創刊し、時代出版社まで発展させ、時勢が激しく移り変わる中での10年間に編集長を務めた。多くの執筆と翻訳作品を残し、翻訳理論の構築と多数の翻訳者を育て、教育者になっていく。
1949年に上海外国語大学を創設し、初代校長となった。
中国大百科全書の父に（1952ー1987年）
北京に異動してからマルクス・エンゲルス著作の翻訳プロジェクトをリードし、中国共産党の政治思想体系を構築した。
1966年から1976年に「文化大革命」が発生し、姜椿芳は1968年9月16日に秦城監獄に投獄された。6年7ヶ月の監禁日々に、なぜ文化大革命が発生したのかを深く考え、全民の文化水準が低いからだと結論づけた。したがって、「中国大百科全書」を編纂して教育を普及し、全民の文化水準を向上させる、と1975年4月19日秦城監獄を出た日に、「中国大百科全書」の編纂を提案した。
姜椿芳は自ら各分野のトップ専門家を集め、中国大百科全書派を結成し、10年で「中国大百科全書」（74巻、1.3億字）の大事業を成し遂げた。

## 著作
執筆
- 詩「電灯」（「国際協報」、署名“筠”）1928年
- 雑文「謀取方法」（「国際協報」、署名“筠”）1929年
- 雑文「三国志補遺」「呼蘭之行」（「国際協報」、署名“緑波”）1929年
- 小説「病危」「婢女」（「晨光報」、署名“蠢彷”）1930年
- 雑文執筆（「黑龍江民報」）1934年
- 映画評論「姉妹花」「再生花」「桃李劫」（「大北新報」、署名“欧”“藕”）1934-1935年
- 雑文と映画評論「春遊」「ロシア人复活節習俗」等（「大北画刊」、署名“青”“绿波”等）1935-1936年
- ソ連映画の翻訳、紹介と評論（「申報」「新聞報」「民報」「時事新報」「大晩報」「中華日報」）1936年
- 音楽劇脚本「孟姜女」（別名「万里の長城」）1945年
- 「俄文初級読本」「俄文読本」（教科書、新知出版社、署名「贺青」）
- 「姜椿芳文集」全10巻、480万字（中央編訳局出版社）2012年

執筆、翻訳、編集
- 「青工報」（満州ハルビン市の共産主義青年団代表新聞）1931年
- 「満州青年」（満州の共産主義青年団代表新聞）1932年
- 「満州紅旗」（満州の共産党代表新聞）1933年
- 「夜哨」（「大同報」）1935年
- 「大同倶楽部」（「大同報」）1935年
- 「大北画刊」（1936年）
- 「訳報」（1939年）
- 「毎日訳報」（1939年）
- 「時代」週刊」（編集長）1940〜1952年
- 「時代日報」（編集長）1945-1952年
- 「ソ連文芸」月刊誌（編集長）1942年
- 「六芸」1945年
- 「ニコラーイ・オストロフスキー研究」
- 「マクシム・ゴーリキー研究」
- 「俄文簡明読本」（教科書、新知出版社、署名「贺青」）
- 「俄華辞典」（教科書、署名「時代出版社」）
- 「中国大百科全書」（74巻）編集長

翻訳（1936 - 1937年）
- 「スタニスラーフスキイ自伝」（ロシア・ソ連演劇理論書、コンスタンチン・スタニスラフスキー著、署名「林陵」）
- 「芸術におけるわが生涯」（ロシア・ソ連演劇理論書、コンスタンチン・スタニスラフスキー著、署名「林陵」
- ダンチェンコ著作（ロシア・ソ連演劇理論書、署名「林陵」）
- 「貴族の巣」（ロシア・ソ連演劇脚本、イワン・ツルゲーネフ著、署名「什之」）
- マクシム・ゴーリキー著作
- ニコライ・ゴーゴリ著作
- 「結婚」（Эощенко著、署名「什之」）
- 「古い别墅」（雅魯納尔著、署名「什之」）
- 「新しいSketch」（雅魯納尔著、署名「什之」）
- 「少女の心」（雅魯納尔著、署名「什之」）
- 「海浜漁婦」（雅魯納尔著、署名「什之」）
- 「鋼鉄はいかに鍛えられたか」（ソ連小説、ニコラーイ・オストロフスキー著）
- 「金持ち同志」（ソ連小説、少数民族著）
- 「上海ーー罪の都市」（ソ連小説、Н.Верхоградский著）

翻訳（1938 - 1940年）
- 「人はどう巨人になるか」（科学技術文芸書、署名「什之」）
- 「葉緑素」（署名「什之」）
- 「生命の起源」（署名「什之」）
- 「Lenin in October」（映画、燕出版社、署名“什之”）
- 「雷雨」（中国の演劇、曹禺著、ロシア語に翻訳）

翻訳（1940 - 1949年）
- 「スターリン言論集」1942年
- 「ロシア問題」（コンスタンチン・シーモノフ著、署名「林陵」）
- 「ロシヤの人々」（コンスタンチン・シーモノフ著、署名「林陵」）
- 「小市民」（マクシム・ゴーリキー著、署名「林陵」）
- 「敌人」（マクシム・ゴーリキー著、署名「林陵」）
- 「索莫夫及其他」（マクシム・ゴーリキー著、署名「林陵」）
- 「ゴーリキー早期作品集」（マクシム・ゴーリキー著、署名「林陵」）
- 「人民不死」（葛洛斯曼著の小说、署名「林陵」）
- 「生命のため」（葛洛斯曼著の小说、署名「林陵」）
- 「ソビエト人の群像」（葛洛斯曼著の小说、署名「林陵」）
- 「レニングラードの物語」（ヴャチェスラフ・チーホノフ著、署名「林陵」）
- 「マカル・チュドラ」（マクシム・ゴーリキー著、署名「林陵」）
- 「あるとき，秋……」（マクシム・ゴーリキー著、署名「林陵」）
- 「誠実な啄木鳥と嘘をつくマヒワ」（マクシム・ゴーリキー著、署名「林陵」）
- 「小市民」（マクシム・ゴーリキー著、署名「林陵」）
- 「モソフその他」（マクシム・ゴーリキー著、署名「林陵」）
- 「マクシム・ゴーリキー作品集」（マクシム・ゴーリキー著、署名「林陵」）
- 「民間文学論」（マクシム・ゴーリキー著、署名「林陵」）
- 「闇の王国の中の一条の光」（ニコライ・ドブロリューボフ著、署名「林陵」）
- 「祖国のために」（ミハイル・ショーロホフ著、署名「林陵」）
- 「ひらかれた処女地」（ミハイル・ショーロホフ著、署名「林陵」）
- 「どんな賢人にもぬかりはある」（ニコラーイ・オストロフスキー著、署名「林陵」）
- 「ボリス・ゴドゥノフ」（アレクサンドル・プーシキン著、署名「林陵」）

翻訳（1949 - 1952年）
- 「敌」（マクシム・ゴーリキー著、署名「林陵」）
- 「怪人」（マクシム・ゴーリキー著、署名「林陵」）
- 「子供」（マクシム・ゴーリキー著、署名「林陵」）
- 「マクシム・ゴーリキー演劇集」（マクシム・ゴーリキー著、署名「林陵」）
- 「森林」（ニコラーイ・オストロフスキー著、署名「林陵」）
- 「肥欠」（ニコラーイ・オストロフスキー著、署名「林陵」）
- 「狼と羊」（ニコラーイ・オストロフスキー著、署名「林陵」）
- 「ニコラーイ・オストロフスキー作品集」（ニコラーイ・オストロフスキー著、署名「林陵」）
- 「戦線」（ソ連演劇、柯尔納楚克著、署名「林陵」）
- 「侵略」（ソ連演劇、イリンコフ著、署名「林陵」）
- 「花園」（ソ連演劇、イリンコフ著、署名「林陵」）
- 「独ソ戦詩選」（署名「林陵」）
- 「少女と死神」（詩、マクシム・ゴーリキー著、署名「林陵」）
- 「キノフは私たちといる」（詩、ヴャチェスラフ・チーホノフ著、署名「林陵」）
- 「愛情の詩」（シチバチョフ著、署名「林陵」）

翻訳（1952 - 1968年）
- 「一论」（中国語からロシア語に）
- 「再论」（中国語からロシア語に）
- 「無産階級専政歴史経験」（中国語からロシア語に）
- 国際共産主義運動関連論文（中国語からロシア語に）
- 中国中央重大会議書類（中国語からロシア語に）
- 「毛沢東選集」（中国語からロシア語に）
- 「共産党员の修養」（劉少奇著、中国語からロシア語に）
- 「マルクス・エンゲルス・レーニン・スターリン全集」（定稿最終審査）

## 参照
- “姜椿芳铜像落成揭幕仪式在上海隆重举行”.   中国翻译协会. 2016年3月8日時点のオリジナルよりアーカイブ。2017年4月22日閲覧。
- “"大百科之父"姜椿芳”. 常州日报

《姜椿芳校長传》（上海外语教育出版社）